# ČSD-Baureihe EM 488.0
| ČSD-Baureihe EM 488.0 ČD / ŽSR Baureihe 460 | ČSD-Baureihe EM 488.0 ČD / ŽSR Baureihe 460                 |
| ------------------------------------------- | ----------------------------------------------------------- |
| ČSD-Baureihe EM 488.0                       |                                                             |
| Anzahl                                      | 43                                                          |
| Nummerierung                                | EM 488.0001–0086 (bis 1988) 460 001–086 seit 1988, ČD / ŽSR |
| Hersteller                                  | Vagonka Tatra Studénka MEZ Vsetín                           |
| Indienststellung                            | 1971 Prototyp 1975–1978 Serienfahrzeuge                     |
| Ausmusterung                                |                                                             |
| Achsformel                                  | Bo’Bo’+2’2’+2’2’+2’2’+Bo’Bo’                                |
| Leergewicht                                 | 64 t Triebwagen 37 t Mittelwagen                            |
| Achslast                                    | 16 t Triebwagen 9,2 t Mittelwagen                           |
| Gesamtlänge                                 | 86 000 mm (fünfteilig)                                      |
| Sitzplatzanzahl                             | 276 (fünfteilig)                                            |
| Höchstgeschwindigkeit                       | 110 km/h                                                    |
| Stromsystem                                 | 3000 V Gleichspannung                                       |
| Anzahl der Motoren                          | 4+4                                                         |
| Antrieb                                     | Tatzlager                                                   |
| Stundenleistung                             | 2 × 1000 kW                                                 |
| Leistungskennziffer                         |                                                             |
| Dauerleistung                               |                                                             |
| Anfahrzugkraft                              | 58,9 kN                                                     |
| Zugsicherung                                |                                                             |
| Bremsbauart                                 | DAKO elektrische Widerstandsbremse                          |

Die Baureihe EM 488.0 (heute Baureihe 460) sind elektrische Triebzüge für den Regionalverkehr der einstigen Tschechoslowakischen Staatsbahn (ČSD).

## Geschichte
Die Einheiten der Baureihe EM 488.0 waren Nachfolger der Reihe EM 475.1. Der Auftrag zur Entwicklung wurde vom Staatsministerium bereits 1962 gegeben. Die neue Baureihe entstand aber unter erschwerten Bedingungen in einem Zeitraum von über zehn Jahren. Vorgabe war eine im Vergleich zur Baureihe EM 475.1 konservativere Lösung: Die Einheiten dieser Baureihe waren zwar durch die Niederflurbauweise für ihre Zeit sehr innovativ, hatten aber von Anfang an mit Stabilitätsproblemen der Wagenkästen zu kämpfen. Die Nachfolger sollten daher wieder Wagenböden in üblicher Höhe erhalten.
Die tschechoslowakische Bahnindustrie hatte zur Entwicklungszeit volle Auftragsbücher und kein Interesse, in die Entwicklung zeitgemäßer Technologien zu investieren. Ursprünglich waren dreiteilige Einheiten mit einem Triebwagen (entsprechend SM 488.0), Mittelwagen und Steuerwagen als Gleichrichterwagen vorgesehen. Der Triebwagen sollte Stromabnehmer für das Wechselstrom- und der Steuerwagen den für das Gleichstromnetz aufnehmen. Davon entstanden teilweise Prototypen, die Entwicklung wurde 1970 aber abgebrochen.
Zwischenzeitlich wurden auch der Import aus dem Ausland sowie der Lizenzbau der polnischen Reihe EN57 erwogen. Auch wurde bei Škoda angefragt, ob der Bau einer Lokomotive mit nur einem Führerstand möglich wäre. Dies wurde von Škoda abgelehnt, da man dort bereits im Verzug mit der Entwicklung der neuen Lokomotivgeneration war und auch keine Kapazitäten in der Produktion hatte. Bei diesem Konzept hätte man einen Steuerwagen ans andere Ende des Triebzugs gesetzt.
Am Ende entstand 1966 der Wechselstromprototyp der Baureihe SM 488.0, der als Grundlage des Fahrzeugteils für die Baureihe EM 488.0 diente. In diese Wagenkästen wurde die elektrischen Ausrüstung für den Gleichstromantrieb eingebaut. Im Jahre 1971 wurde von Vagonka Studénka das erste Baumuster der Reihe vorgestellt. Der Verwendung von nur einem Triebwagen bewährte sich wegen der zu geringen Leistung nicht. Deshalb erhielt die Einheit zwei Triebwagen. Trotzdem galt der Zug als leistungsschwach, was zu Problemen im Fahrplan führte, weswegen meist nur zwei statt der ursprünglich vorgesehenen drei Mittelwagen eingesetzt wurden. Der Beginn der Serienfertigung verzögerte sich aufgrund eines Brands beim Hersteller im Jahr 1969. Bei diesem Brand wurden Entwicklungsabteilung, Montagehallen und Lackiererei zerstört. Die Schäden waren erst 1973 vollständig behoben. Ab 1975 entstanden dann 43 fünfteilige Triebzüge für die ČSD.
Als Nachfolger wurde die Baureihe 470 mit identischer Konzeption entwickelt, von der aber nur zwei Prototypen gebaut wurden. Im Gegensatz zur EM 488.0 erhielten sie zur Kapazitätssteigerung doppelstöckige Mittelwagen.
Die Indienststellung der niederflurigen Triebzüge des Typs Škoda 7Ev (ČD-Baureihe 440) und deren Nachfolger ermöglichte ab 2011 die sukzessive Ablösung der nicht mehr zeitgemäßen Triebzüge in Tschechien. Im Rahmen einer Festveranstaltung vom 19. bis 21. April 2024 in Olomouc sollten die letzten Einheiten aus dem Planbetrieb ausscheiden und vorübergehend als Ersatz für anderweitige Ausfälle dienen.

## Einsatz
Eingesetzt werden die Einheiten vorrangig im S-Bahn-ähnlichen Verkehr in den Ballungsräumen um Ostrava, Ústí nad Labem und Košice. Die in Ústí nad Labem beheimateten Züge liefen zuletzt vierteilig.